# Saleh Darat
 (octobre 2019).
Pour les articles homonymes, voir Darat.
Saleh Darat ou Sholeh Darat, ou encore Muhammad Sālih bin ʿUmar al-Samarānī (en arabe محمد صالح بن عمر), né vers 1820 dans la région de Jepara, mort à Semarang le 18 décembre 1903 / 28 ramadan 1321 H, est un auteur et traducteur d’ouvrage islamiques en langue javanaise.